# Go Oiva
Go Oiva (japonsko 大岩 剛), japonski nogometaš in trener, * 23. junij 1972.
Za japonsko reprezentanco je odigral tri uradne tekme.